# Nachtgestalten (1920)
Nachtgestalten ist ein deutscher Horrorfilm von 1920 nach dem phantastischen Roman Eleagabal Kuperus von Karl Hans Strobl.

## Handlung
Der reichste Mann der Welt, Thomas Bezug, ist ein einsamer, herrischer und grausamer Krüppel, der sich nur schwer auf Krücken fortbewegen kann. Eine fanatische Liebe verspürt er für seinen Sohn, den er wie einen Affen im Käfig hält, der auf Bäume klettert und sich von Nüssen ernährt. Seine Bediensteten sind Muskelprotze und verunstaltete Zwerge. Sein Sekretär versucht einzig, Bezugs Vermögen in seine Hände zu bekommen. Eine Tänzerin verlässt ihn. Da macht ihm ein arbeitsloser Erfinder ein Angebot: Bezug gibt ihm seine nymphomanische Tochter zur Frau, im Gegenzug bekommt dieser eine Erfindung, die der Luft den Sauerstoff entzieht. Bezug will damit die ganze Welt erpressen und die Weltherrschaft an sich reißen. Nach der Hochzeit teilt ihm sein neuer Schwiegersohn jedoch eiskalt mit, dass er gelogen und folglich nichts erfunden habe.

## Hintergrund
Die Bauten erschuf Hans Dreier. Der Film hatte eine Länge von sechs Akten auf 2.192 Metern, das entspricht in etwa 107 Minuten. Die Nachzensur belegte ihn am 16. Juli 1920 mit einem Jugendverbot (Nr. 101). Die Erstaufführung war am 9. Januar 1920 in Berlin in den Richard-Oswald-Lichtspielen. 

## Verfügbarkeit
Der Film scheint noch erhalten zu sein.